# Ichneumon caecus
Ichneumon caecus är en stekelart som beskrevs av Cuvier 1833. Ichneumon caecus ingår i släktet Ichneumon och familjen brokparasitsteklar. Inga underarter finns listade i Catalogue of Life.